# 官儿乡
官儿乡，是中华人民共和国山西省大同市浑源县下辖的一个乡镇级行政单位。

## 行政区划
官儿乡下辖以下地区：
官儿村、上观音堂村、南千哨村、下观音堂村、蔡沟村、小银厂村、麻庄村、黑石村、常峪村、西十字村、木沟村、清河湾村、土岭村、黄崖村、坪道村、李家庄村、穆家庄村、砂沟村、石窑村、大湾村和界板沟村。